# Scheepsbouwkunde

Spantentekening van een bulkcarrier.

Scheepsbouwkunde is de technologische discipline die zich bezighoudt met het ontwerp, de bouw en de reparatie van vaartuigen om het gedrag van deze al in de ontwerpfase te voorspellen. 

## Algemeen
Scheepsbouwkunde omvat onderzoek, ontwerp, ontwikkeling, ontwerpevaluatie en berekeningen tijdens alle fases van de levensduur van een vaartuig. Dit is onder te verdelen in conceptontwerp, basisontwerp, detailontwerp, bouw, tewaterlating, proefvaarten, vaart, onderhoud, dokken en eventueel verbouwing. Daarbij heeft men te maken met de regelgeving van onder andere de vlaggenstaat en het classificatiebureau.
Vakgebieden die hierbij horen zijn hydrostatica, stabiliteit, hydrodynamica, scheepsconstructieleer, maritieme werktuigkunde, scheepssterkte, -weerstand, -voortstuwing en -bewegingen.
Hoewel er vele theorieën zijn die het ontwerpproces ondersteunen, zijn vele van deze empirisch en moeten gevalideerd worden tijdens sleepproeven in sleeptanks. Met een scheepsmodel worden testen uitgevoerd om de hydrodynamische eigenschappen te bepalen, zoals snelheid, zeegangsgedrag en manoeuvreerbaarheid, waarna men deze schaalt naar ware grootte. Een aantal instituten beschikt daarnaast ook over een cavitatietunnel om onderzoek te doen naar schroeven. Ook kunnen hier de krachten gemeten worden die op een vaartuig werken.
In toenemende mate wordt bij het ontwerpproces gebruikgemaakt van de Eindige-elementenmethode (FEM) en numerieke stromingsleer (CFD).

## Geschiedenis

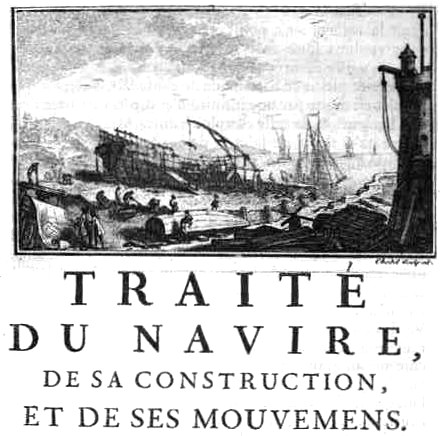
Traité du navire van Bouguer uit 1746.

### Ambacht
Scheepsbouw was lang een ambachtelijk vak, waarbij schepen werden gebouwd op basis van voorgaande schepen. Als hier al te ver van werd afgeweken, was de kans groot dat het gebouwde schip niet zeewaardig was. Scheepsbouwers werden wel gezien als niet meer dan timmerlieden. Helemaal terecht was dit niet, want hoewel de meeste scheepsbouwers geen wetenschappelijke opleiding hadden genoten, maakten zij wel degelijk gebruik van reken- en meetkunde waarmee zij in staat waren de technologisch gezien meest complexe constructies van die tijd te bouwen. In de zestiende eeuw waren de werken van Aristoteles in het Latijn verschenen en werden een aantal van zijn ideeën al snel toegepast in de scheepsbouw. Simon Stevin en Blaise Pascal werkten aan het begin van de zeventiende eeuw de ideeën van Archimedes verder uit, waarna dit een onderdeel werd van de scheepsbouwkunde en scheepsbouw voor het eerst een wetenschappelijke benadering kreeg en de ideeën van Aristoteles vervingen.

### Lijnenplannen
Tekeningen werden wel op ware grootte uitgetekend op dokvloeren, maar vanaf de zeventiende eeuw werd gebruikgemaakt van modellen en lijnenplannen op schaal. Dit begon bij de Engelse marine, maar werd langzaam ook gebruikt in andere Europese landen. Halverwege de achttiende eeuw werden de tegenwoordig nog gebruikte drie orthogonale projecties gemeengoed. Dit waren de meest gecompliceerde grafische technieken in Europa tot de beschrijvende meetkunde van Gaspard Monge.

### Wetenschappelijke benadering
Lijnenplannen waren aanvankelijk eerder een manier voor de opdrachtgevers om te controleren of een schip volgens specificaties werd gebouwd en tot standaardisatie te komen, dan om beter presterende schepen te bouwen. Met de lijnenplannen konden logaritmes worden gebruikt om het volume en daarmee de waterverplaatsing van een schip te berekenen. Al in 1615, een jaar na de uitvinding van deze door John Napier werden deze gebruikt door John Wells. Hoewel dit door veel scheepsbouwers niet gebruikt werd, omdat het te ingewikkeld was, schreef Bernard Renau d'Eliçagaray op basis hiervan in 1689 Théorie de la manoeuvre des vaisseaux. Hoewel er al eerder verhandelingen waren geschreven over de scheepsbouw, maakten deze gebruik van vooraf bepaalde richtlijnen voor afmetingen en vormen, terwijl Renau een theorie introduceerde. Daarmee was dit de eerste wetenschappelijke verhandeling over scheepsbouwkunde. Veel verhandelingen combineerden hierna de praktische scheepsbouw met de theoretische scheepsbouwkunde en ook de zeevaartkunde.
Het werk van Renau was een antwoord op de vraag van Lodewijk XIV aan de Engelse scheepsbouwer Anthony Deane hoe het kon dat schepen tegen de wind in konden zeilen. Het was geïnspireerd op het in 1673 gepubliceerde La Statique, ou la Science de forces mouvantes van Pardies. De wiskundige fouten die Renau maakte in zijn uitwerking van de drift van een schip, waren aanleiding tot het eerste debat in de scheepsbouwkunde. Dit vond plaats tussen Renau en Christiaan Huygens. Beiden hadden aanhangers en toen Huygens in 1695 overleed, werd het debat nog korte tijd voortgezet door Jakob Bernoulli. Daarna werd het bijna twintig jaar stil, tot Renau in 1712 Mémoire où est démontré un principe de la méchanique des liqueurs publiceerde. Dit was voor Johan Bernoulli aanleiding tot het publiceren van Essay d'une nouvelle theorie de la manoeuvre des vaisseaux in 1714, waarin hij zowel Renau als Huygens corrigeerde.
De marines van Frankrijk, Spanje, Denemarken en Zweden gingen vlot over tot deze wetenschappelijke benadering, maar dat gold nog geruime tijd niet voor de marines van onder andere Engeland, Nederland en Venetië. In Frankrijk werd het gezien als mogelijkheid om het kleinere aantal schepen in vergelijking met de Engeland te compenseren en werd het eerst door Colbert en later door Maurepas sterk gestimuleerd. In Spanje speelde Jorge Juan y Santacilia hierbij een belangrijke rol. 
Geïnspireerd door het Essay van Bernoulli, volgden werken van Parent, Hermann, Pitot en Savérien. Deze theoretische beschouwingen zouden echter niet praktisch toegepast worden. Dit was slechts weggelegd voor het werk van Pierre Bouguer, die het metacentrum introduceerde in diens Traité du navire uit 1746. Dit zou meer dan eeuw het toonaangevende boek blijven op het gebied van de scheepsbouwkunde en maakte het voor het eerst mogelijk om het gedrag van een schip te bepalen tijdens het ontwerp. De la Manœuvre des vaisseaux uit 1757 van Bouguer had dezelfde invloed op manoeuvreren als Traité du navire op scheepsbouwkunde.
De Zweed Fredrik Henrik af Chapman studeerde in 1750 bij Thomas Simpson in Londen. De regel van Simpson, een benaderingsformule om de numerieke waarde van een integraal te berekenen, werd later via Chapman een zeer belangrijk onderdeel van de scheepsbouw, waarmee de waterverplaatsing en het drukkingspunt van een schip voor het eerst nauwkeurig konden worden uitgerekend. In Frankrijk kwam hij in aanraking met het werk van Bouguer en Leonhard Euler — die het oppervlaktetraagheidsmoment van de waterlijn had berekend, de drie evenwichtsvoorwaarden voor drijvende lichamen had opgesteld en het moment van de in- en uittredende wiggen had bepaald. Hij was de eerste die deze nieuwe theoretische kennis in de praktijk bracht. Zijn ontwerpen golden als de beste van die tijd. In 1768 kwam zijn boek Architectura Navalis Mercatoria uit, waarin al gesproken wordt over modeltesten in een bassin en wat lijnenplannen bevat. Hij testte zijn theorieën met modellen in een bassin.